# Campeonato Argentino M19 2011
El Campeonato Argentino de Menores de 19 años de 2011 fue un torneo para los seleccionados M19 de las uniones regionales afiliadas a la Unión Argentina de Rugby. El torneo se llevó a cabo entre el 15 de octubre y el 5 de noviembre de 2011, disputándose en conjunto con el Campeonato Argentino M18 de 2011 y organizando las zonas y encuentros de acuerdo a sus equivalentes en la categoría menor.
La Unión de Rugby de Buenos Aires se quedó con el campeonato por segundo año consecutivo al vencer 26-18 en la final a la Unión de Rugby de Tucumán en las instalaciones del Tucumán Rugby Club. Las Aguilitas contaron con jugadores como Santiago García Botta, Juan Ignacio Brex, Juan Cruz González y Sebastián Poet, que marcó dieciséis puntos en la final, entre otros.

## Equipos participantes
Participaron del torneo los equipos de las uniones provinciales que disputaron la Zona Campeonato del Campeonato Argentino M18 2011.
| División                  | Equipo       | Unión                          |
| ------------------------- | ------------ | ------------------------------ |
| Zona Campeonato 8 equipos | Buenos Aires | Unión de Rugby de Buenos Aires |
| Zona Campeonato 8 equipos | Córdoba      | Unión Cordobesa de Rugby       |
| Zona Campeonato 8 equipos | Cuyo         | Unión de Rugby de Cuyo         |
| Zona Campeonato 8 equipos | Entre Ríos   | Unión Entrerriana de Rugby     |
| Zona Campeonato 8 equipos | Rosario      | Unión de Rugby de Rosario      |
| Zona Campeonato 8 equipos | Salta        | Unión de Rugby de Salta        |
| Zona Campeonato 8 equipos | Sur          | Unión de Rugby del Sur         |
| Zona Campeonato 8 equipos | Tucumán      | Unión de Rugby de Tucumán      |

## Zona 1
| Pos. | Equipos      | Partidos | Partidos | Partidos | Tantos | Tantos | Tantos | Pts. |
| Pos. | Equipos      | G        | E        | P        | PF     | PC     | DP     | Pts. |
| ---- | ------------ | -------- | -------- | -------- | ------ | ------ | ------ | ---- |
| 1.°  | Buenos Aires | 3        | 0        | 0        | 191    | 30     | +161   | 6    |
| 2.°  | Salta        | 2        | 0        | 1        | 146    | 70     | +76    | 4    |
| 3.°  | Cuyo         | 1        | 0        | 2        | 97     | 91     | +6     | 2    |
| 4.°  | Sur          | 0        | 0        | 3        | 31     | 274    | -243   | 0    |

|  | Clasifica a la final |

| 15 de octubre | Buenos Aires | 39 - 10 | Cuyo | San Isidro Club, San Isidro               |                                           |
|               |              | Reporte |      | Árbitro(s): Matías Dramis (Mar del Plata) | Árbitro(s): Matías Dramis (Mar del Plata) |

| 15 de octubre | Salta | 98 - 7  | Sur | Jockey Club, Salta                  |                                     |
|               |       | Reporte |     | Árbitro(s): Javier Omodeo (Tucumán) | Árbitro(s): Javier Omodeo (Tucumán) |

| 22 de octubre | Sur | 5 - 104 | Buenos Aires | Club El Nacional, Bahía Blanca       |                                      |
|               |     | Reporte |              | Árbitro(s): Juan Sylvestre (Rosario) | Árbitro(s): Juan Sylvestre (Rosario) |

| 22 de octubre | Salta | 33 - 15 | Cuyo | Gimnasia y Tiro, Salta                                 |                                                        |
|               |       | Reporte |      | Árbitro(s): Juan Pablo Fernández (Santiago del Estero) | Árbitro(s): Juan Pablo Fernández (Santiago del Estero) |

| 29 de octubre | Buenos Aires | 48 - 15 | Salta | Universitario, Santa Fe                  |                                          |
|               |              | Reporte |       | Árbitro(s): Santiago Altobelli (Tucumán) | Árbitro(s): Santiago Altobelli (Tucumán) |

| 29 de octubre | Cuyo | 72 - 19 | Sur | Marista Rugby Club, Luján de Cuyo      |                                        |
|               |      | Reporte |     | Árbitro(s): Luciano Sapag (Alto Valle) | Árbitro(s): Luciano Sapag (Alto Valle) |

## Zona 2
| Pos. | Equipos    | Partidos | Partidos | Partidos | Tantos | Tantos | Tantos | Pts. |
| Pos. | Equipos    | G        | E        | P        | PF     | PC     | DP     | Pts. |
| ---- | ---------- | -------- | -------- | -------- | ------ | ------ | ------ | ---- |
| 1.°  | Tucumán    | 3        | 0        | 0        | 116    | 15     | +101   | 6    |
| 2.°  | Córdoba    | 2        | 0        | 1        | 103    | 34     | +69    | 4    |
| 3.°  | Rosario    | 1        | 0        | 2        | 27     | 44     | -17    | 2    |
| 4.°  | Entre Ríos | 0        | 0        | 3        | 19     | 172    | -153   | 0    |

|  | Clasifica a la final |

| 15 de octubre | Tucumán | 85 - 0  | Entre Ríos | Natación y Gimnasia, Tucumán         |                                      |
|               |         | Reporte |            | Árbitro(s): Juan Sylvestre (Rosario) | Árbitro(s): Juan Sylvestre (Rosario) |

| 15 de octubre | Córdoba | 22 - 6  | Rosario | Córdoba Athletic Club, Córdoba           |                                          |
|               |         | Reporte |         | Árbitro(s): Santiago Altobelli (Tucumán) | Árbitro(s): Santiago Altobelli (Tucumán) |

| 22 de octubre | Rosario | 6 - 9   | Tucumán | Jockey Club, Rosario                  |                                       |
|               |         | Reporte |         | Árbitro(s): Federico Fioravanti (Sur) | Árbitro(s): Federico Fioravanti (Sur) |

| 22 de octubre | Córdoba | 72 - 6  | Entre Ríos | Córdoba Athletic Club, Córdoba       |                                      |
|               |         | Reporte |            | Árbitro(s): Ezequiel Orcajada (Cuyo) | Árbitro(s): Ezequiel Orcajada (Cuyo) |

| 29 de octubre | Tucumán | 22 - 9  | Córdoba | Tucumán Rugby Club, Tucumán                   |                                               |
|               |         | Reporte |         | Árbitro(s): :Lucas Stanganelli (Buenos Aires) | Árbitro(s): :Lucas Stanganelli (Buenos Aires) |

| 29 de octubre | Entre Ríos | 13 - 15 | Rosario | CA Estudiantes, Paraná                    |                                           |
|               |            | Reporte |         | Árbitro(s): Máximo Esteves (Buenos Aires) | Árbitro(s): Máximo Esteves (Buenos Aires) |

## Final
La final se disputó el 5 de noviembre en las instalaciones del Tucumán Rugby Club en la capital tucumana, disputándose en conjunto con la final del Campeonato M18, la cual reunió a los mismos equipos.
| 5 de noviembre | Tucumán | 18 - 26 | Buenos Aires | Tucumán Rugby Club, Tucumán         |                                     |
|                |         | Reporte |              | Árbitro(s): Carlos Romero (Noreste) | Árbitro(s): Carlos Romero (Noreste) |

|                      |
| Buenos Aires Campeón |